# Darren Turner

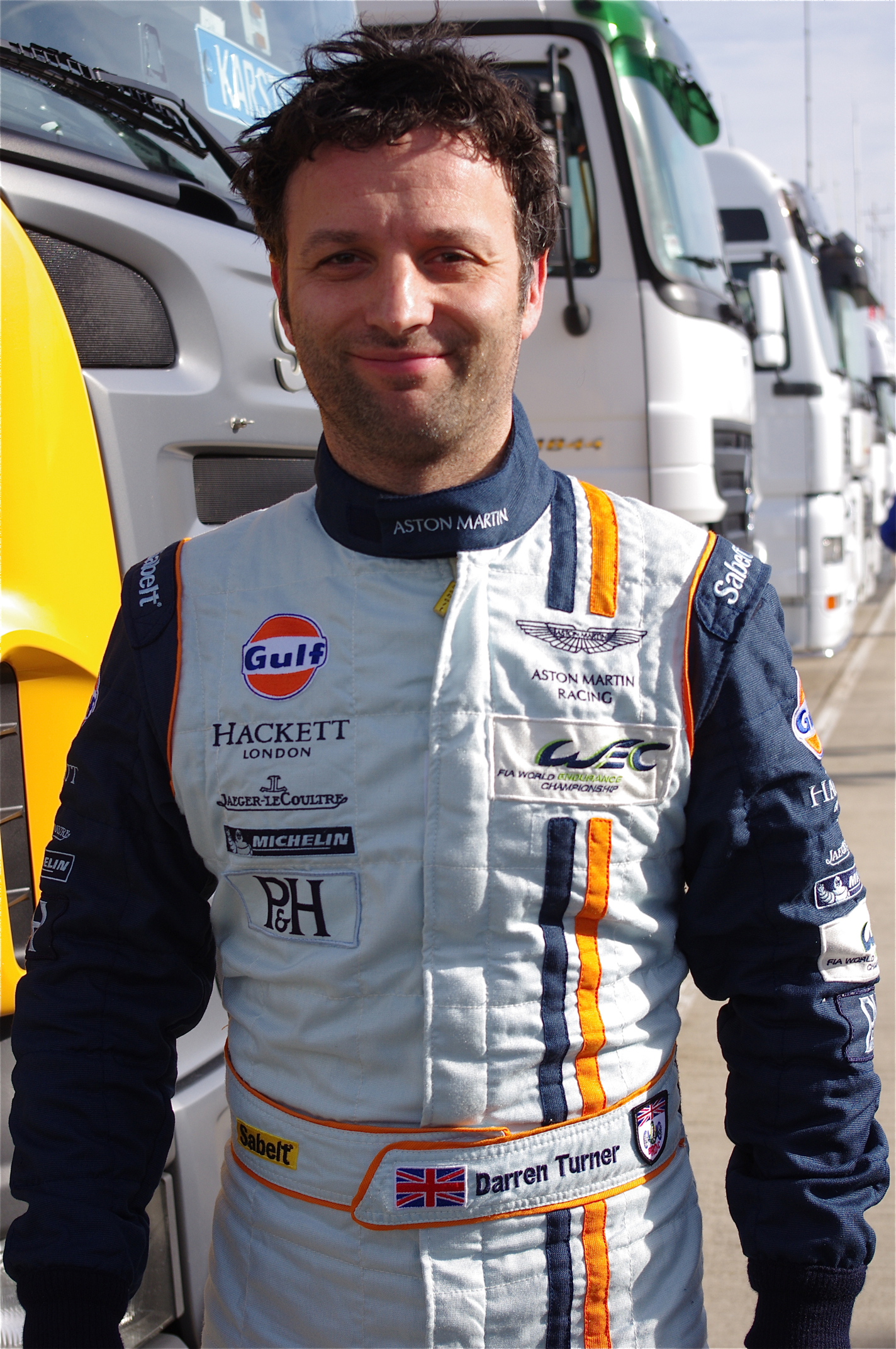
Darren Turner

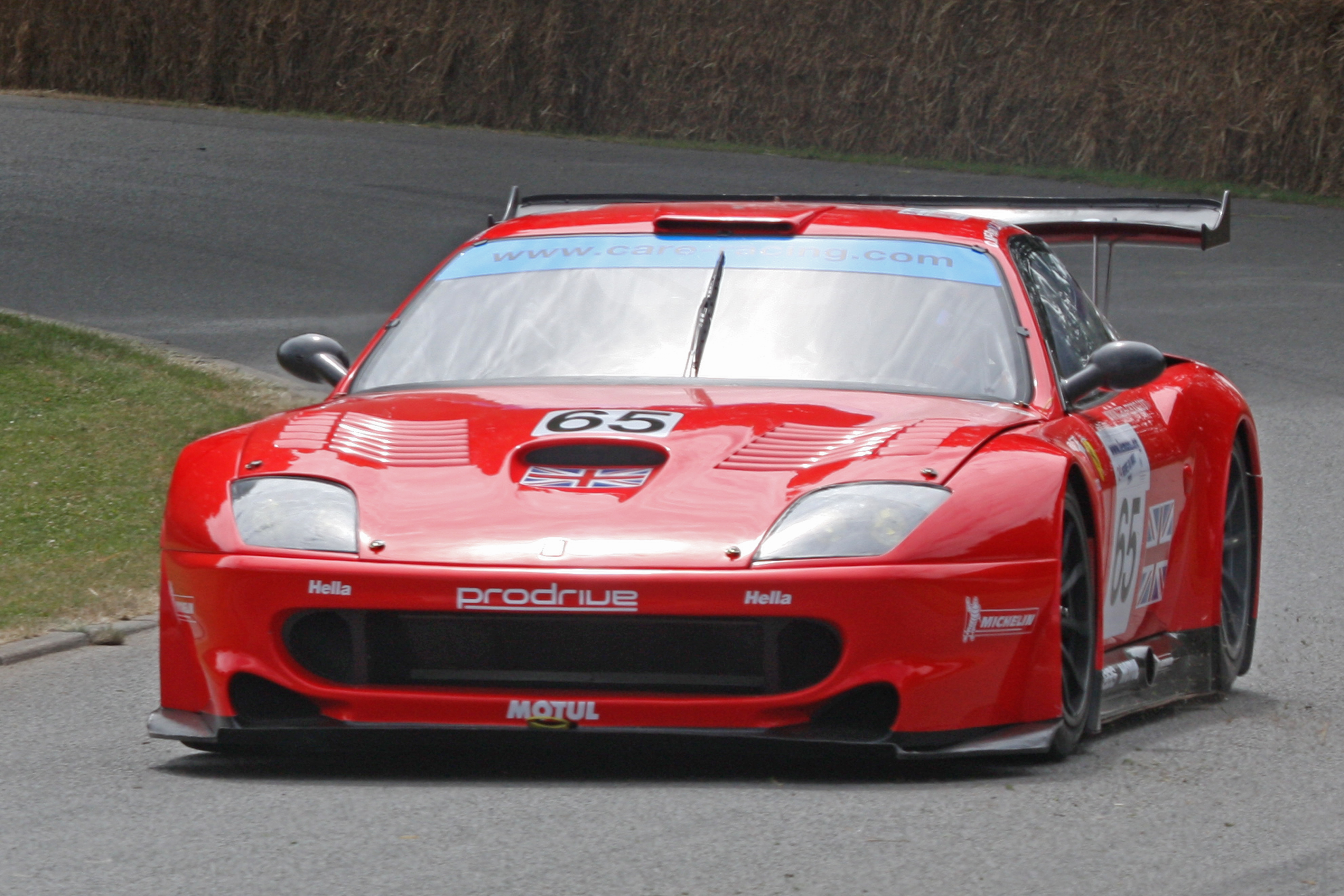
Ferrari 550 GTS Maranello von Turner, McRae und Rydell in Goodwood

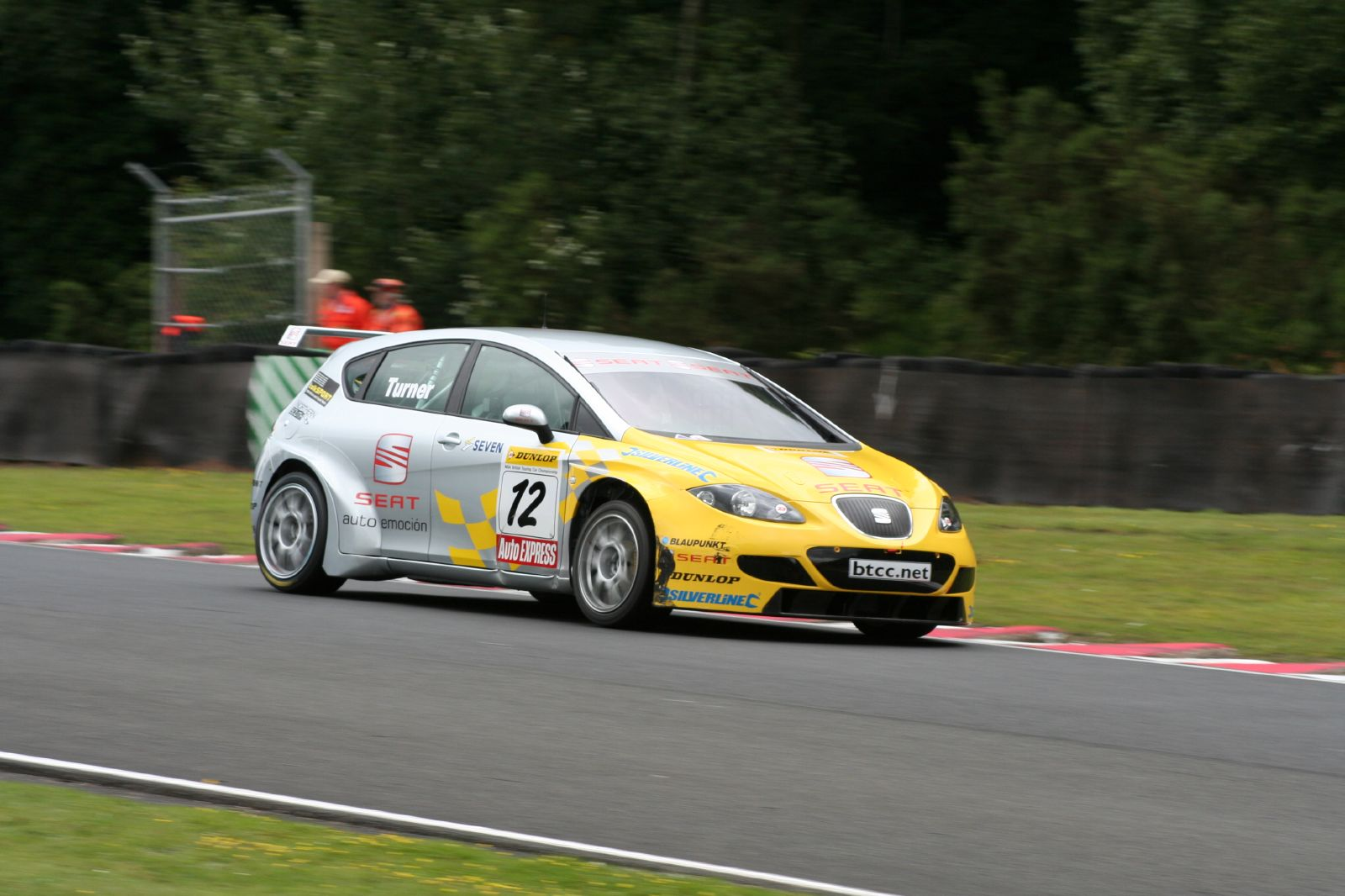
Seat Leon TDI von Darren Turner 2007

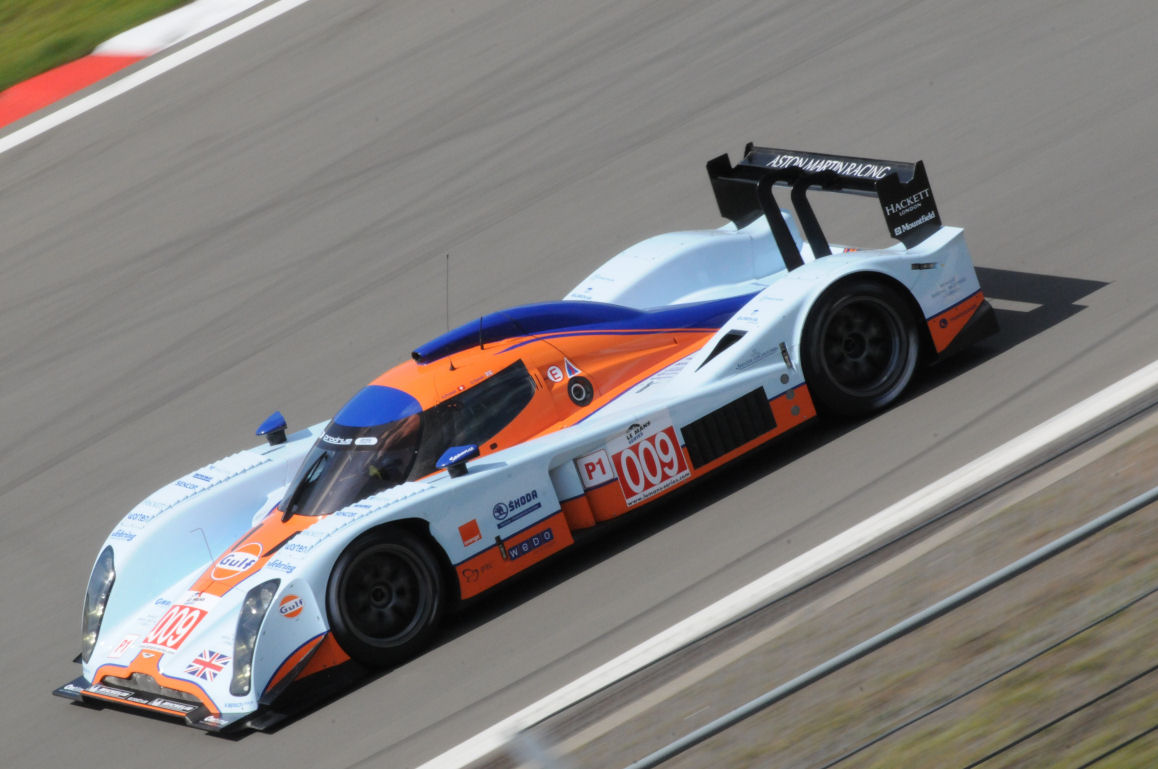
Turner während der Qualifikation auf dem Nürburgring

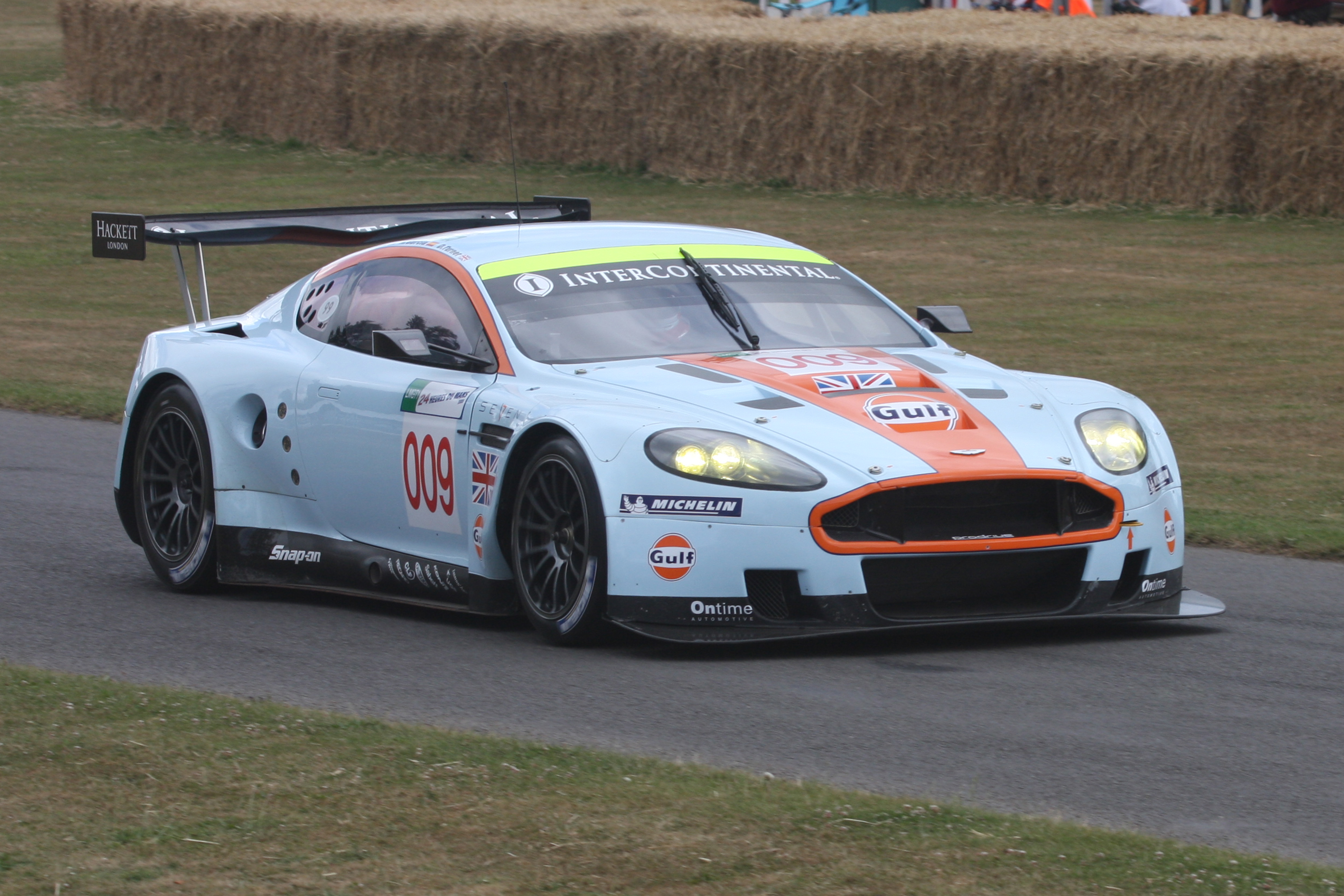
Aston Martin DBR9 von Turner, García und Rydell in Goodwood

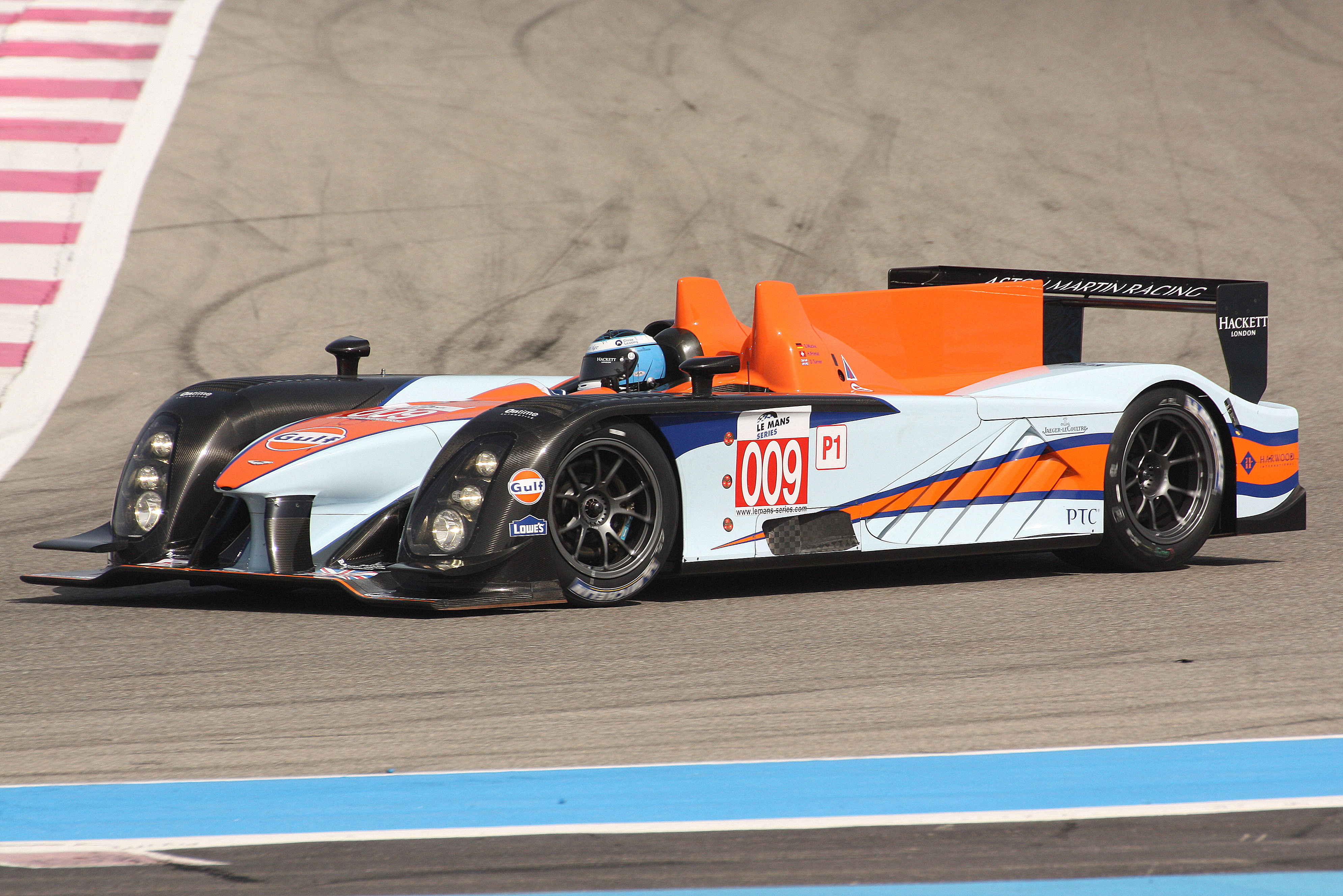
Darren Turner im Aston Martin AMR-One

Darren Turner (* 13. April 1974 in Camberley) ist ein britischer Automobilrennfahrer.

## Karriere

### Anfänge
Darren Turner stieg im Winter 1993 in den Formelsport ein und konnte sein erstes Rennen 1995 in der britischen Formel Renault gewinnen. Im folgenden Jahr steigerte er seine Leistungen und beendete mit zwei Siegen und mehreren Podien die Meisterschaft als Vizemeister hinter David Cook und gewann am Jahresende den McLaren Autosport BRDC Award. Daraufhin wechselte er 1997 in die britische Formel 3, konnte jedoch an seine Ergebnisse nicht anknüpfen. Dennoch erhielt er im selben Jahr die Möglichkeit, für McLaren, Jordan Grand Prix und Arrows einen Formel-1-Wagen zu testen. Im Jahr 1998 entschied sich Turner für einen Start in der Formel Palmer Audi, die er mit drei Gesamtsiegen als Vizemeister hinter Justin Wilson beendete.

### Bei Mercedes
Zu Beginn der Saison 1999 wollte Turner zunächst die italienische Formel 3000 bestreiten, erhielt jedoch einen Vertrag bei McLaren-Mercedes als Testfahrer in der Formel 1 und brach daraufhin seinen Einsatz in der nationalen Rennserie nach nur einem Meisterschaftslauf ab. Auch in den folgenden beiden Jahren blieb Turner Testfahrer bei McLaren-Mercedes. Zudem stieg er beim Team Rosberg in die DTM ein. Dort pilotierte Turner von 2000 bis 2001 einen Mercedes-Benz CLK. Im folgenden Jahr wurde sein Vertrag nicht weiter verlängert, daher orientierte er sich neu und startete in der Ovalrennserie ASCAR. Dort siegte er bei sechs Meisterschaftsläufen, beendete die Saison dennoch lediglich auf dem siebten Rang.

### Bei Prodrive
2003 wechselte Turner in den GT-Sport. So war er in der FIA-GT-Meisterschaft als Fahrer neben Kelvin Burt auf einem Ferrari 360 Modena gemeldet, blieb bis zur Mitte der Saison jedoch wenig erfolgreich. Nach dem 24-Stunden-Rennen von Spa-Francorchamps erhielt er mit Jamie Davies einen neuen Teamkollegen. Danach steigerte sich seine Leistung und er beendete zwei Läufe auf dem Podium der N-GT. Parallel dazu erhielt er einen Vertrag bei Prodrive und startete beim 12-Stunden-Rennen von Sebring in der American Le Mans Series. Er, sein FIA-GT-Teamkollege Burt und Anthony Davidson beendeten den Lauf auf dem Podium der GTS-Klasse. Mitte der Saison trat das Team mit dem Ferrari 550 GTS Maranello dann beim 24-Stunden-Rennen von Le Mans an, konnte den Lauf aber nach einem technischen Defekt nicht beenden. Danach erhielt Turner die Möglichkeit, erneut für Prodrive in der ALMS zu starten. Beim vorletzten Lauf in Miami musste Turner kurzfristig Jan Magnussen ersetzten. Er und dessen Teamkollege David Brabham beendeten das Rennen als Klassensieger der GTS. Danach kehrte Turner nach Europa zurück, um beim 1000-km-Rennen von Le Mans mit Jamie Davies das Jahr mit einem weiteren Klassensieg abzuschließen.
2004 testete Turner bei der Le Mans Endurance Series einen Audi R8, blieb jedoch ohne Renneinsatz. Für Prodrive fuhr Turner in diesem Jahr lediglich beim 24-Stunden-Rennen von Le Mans und beendete den Lauf mit Colin McRae und Rickard Rydell auf dem Podium der GTS. Prodrive, wo für die nächste Saison an der Entwicklung des Aston Martin DBR9 gearbeitet wurde, ermöglichte Turner den Aufstieg ins Werksteam Aston Martin Racing. Daher nahm er 2005 an mehreren Meisterschaften teil. So beendete er mit David Brabham und Stéphane Ortelli das 12-Stunden-Rennen von Sebring als Klassensieger in der ALMS. Er fuhr danach auf das Podium beim Meisterschaftslauf der FIA-GT-Meisterschaft und später mit Brabham und Stéphane Sarrazin in Le Mans und in Spa. Zudem startete er mit unterschiedlichen Fahrerbesetzungen für das Aston-Martin-Kundenteam Convers in der Le Mans Endurance Series, wobei er mit Landsmann Robert Bell einen weiteren Klassensieg herausfuhr. Trotz guter Ergebnisse belegte Turner am Jahresende in allen Meisterschaften lediglich Mittelfeldplatzierungen, da er nur an einem Bruchteil der jeweiligen Läufen in den einzelnen Serien teilnahm.

### Seat, Prodrive und Nissan
Auch 2006 blieb Turner bei Prodrive und somit im Werksteam von Aston Martin, war nun jedoch für eine komplette Saison in der American Le Mans Series vorgesehen. Er und Tomáš Enge beendeten zwei Meisterschaftsläufe als Klassensieger in der GT1. Parallel dazu unterschrieb Turner für die Saison 2006 einen Vertrag bei Seat Sport und startete bei zwölf der insgesamt 30 Meisterschaftsläufen in der Britischen Tourenwagen-Meisterschaft. Am 3. September 2006 musste sich Turner zwischen der ALMS und BTCC entscheiden. Er startete auf dem Knockhill Racing Circuit und verlor damit die Möglichkeit, einen Meistertitel in der umkämpften GT1-Klasse der ALMS herauszufahren.
Im folgenden Jahr konzentrierte sich Turner auf die BTCC und nahm nun an der gesamten Meisterschaft teil. Er beendete dort drei Rennen als Gesamtsieger und die Saison auf dem sechsten Platz. Dennoch startete er auch weiterhin im GT-Sport. So fuhr er für unterschiedliche Teams und in unterschiedlichen Rennklassen in der American Le Mans Series, unter anderem für Krohn Racing einen Ferrari F430 GT. Außerdem war er für Aston Martin Racing erneut beim 24-Stunden-Rennen von Le Mans am Start. Er, David Brabham und Rickard Rydell siegten dabei in der GT1-Klasse. Zudem war er bei ausgewählten Läufen der FIA-GT-Meisterschaft und der Le Mans Series gemeldet.
Auch in der Saison 2008 pilotierten Turner und Teamkollege Jason Plato einen Seat Leon TDI in der Britischen Tourenwagen-Meisterschaft. Bis zum Jahresende beendete er zwei Rennen als Gesamtsieger und sechs weitere auf dem Podium, dennoch blieb er mit dem achten Rang in der Fahrerwertung lediglich im Mittelfeld und hinter Teamkollege Plato zurück. Nachdem Turner im Vorjahr bereits für Tracy Krohn ein Sportwagenrennen bestritten hatte, erhielt er 2008 die Möglichkeit, einen Daytona-Prototyp beim 24-Stunden-Rennen von Daytona zu steuern. Zusammen mit Niclas Jönsson und Ricardo Zonta beendete er seinen ersten Lauf der Grand-Am Sports Car Series auf dem vierten Platz. Danach verteidigte er für Aston Martin Racing mit David Brabham und Antonio García den GT1-Klassensieg in Le Mans und fuhr im Anschluss für die Kundenteams Gigawave, Strakka Racing und Drayson jeweils einen Lauf der FIA-GT, Le Mans Series und American Le Mans Series.
Im Jahr 2009 beendete Turner sein Engagement im Tourenwagensport und konzentrierte sich nun erneut stärker auf den Sportwagenbereich. Am Jahresanfang fuhr er erneut für Krohn Racing beim 24-Stunden-Rennen von Daytona, beendete den Lauf im Lola B08/70 jedoch nicht. Später im Jahr sollte er mit Niclas Jönsson den Wagen bei den 250 Meilen von Daytona erneut steuern, konnte aber erneut nicht an die Leistungen des Vorjahres anknüpfen. In Europa war Turner zudem in die Projekte von Aston Martin und Nissan eingebunden. Gigawave, das für 2009 das Einsatzteam für die Entwicklung des Nissan GT-R stellte, ermöglichte Turner mehrere Einsätze mit Michael Krumm in der FIA-GT-Meisterschaft. Der Wagen, der für die 2010 ausgeschriebene FIA-GT1-Weltmeisterschaft entwickelt wurde, konnte mit den älteren und leistungsstärkeren Fahrzeugen jedoch nicht konkurrieren. Zudem startete Turner bei Aston Martin in dem mit Lola Cars neuentwickelten Le-Mans-Prototyp, dem Lola-Aston Martin LMP1, in Le Mans und in der gesamten Saison der Le Mans Series. Er und Harold Primat konnten jedoch lediglich beim 1000-km-Rennen auf dem Nürburgring eine Podiumsplatzierung herausfahren und blieben am Saisonende in der Fahrerwertung hinter den Teamkollegen und Meistern Stefan Mücke, Tomáš Enge und Jan Charouz zurück. Auch in Le Mans konnte Turner mit Anthony Davidson und Jos Verstappen nach technischen Problemen das Rennen lediglich auf dem 13. Gesamtrang beenden.
In der Saison 2010 startete Turner zusammen mit Tomáš Enge in der FIA-GT1-Weltmeisterschaft für Young Driver Aston Martin Racing aus Paderborn. Dabei gewann das Duo ein Meisterschaftslauf und zwei weitere Qualifikationsläufe. In der Meisterschaft belegten sie am Jahresende den vierten Rang. Daneben war Turner sowohl in der Le Mans Series, als auch beim 24-Stunden-Rennen von Le Mans für Aston Martin eingebunden. In Le Mans ergänzte Turner Juan Barazi und Sam Hancock im Le-Mans-Prototypen des Werksteam, fiel jedoch Motorschaden aus. In der Le Mans Series startete er mit Robert Bell für das britische Kundenteam JWM Motorsport in einem Aston Martin V8 Vantage. Die Mannschaft hatte jedoch mit einer Reihe von technischen Problemen zu kämpfen und spielte für den Ausgang der Meisterschaft der GT2-Kategorie keine Rolle.
2011 pilotierte Turner den Neuentwickelten Aston Martin AMR-One. Der aufgrund technischer Probleme keinen Meisterschaftslauf in Wertung beendete. Daraufhin wechselte Aston Martin Racing auf den Vorjahreswagen Lola-Aston Martin LMP1 und reduzierte das Engagement auf ein Fahrzeug. Daher blieb ihm ein Start im Prototyp bei den Läufen gegen Ende des Jahres untersagt. In der FIA-GT1-Weltmeisterschaft teilte er, wie im Vorjahr sich das Cockpit mit Stefan Mücke. Durch regelmäßige Podiumsplatzierungen und einem Sieg auf dem Goldenport Circuit beendete er für Young Driver Aston Martin als Vizemeister.
2012 startet Turner in der FIA-Langstrecken-Weltmeisterschaft für Aston Martin in der GT2-Kategorie.

## Statistik

### Le-Mans-Ergebnisse
| Jahr | Team                   | Fahrzeug                  | Teamkollege       | Teamkollege      | Platzierung             | Ausfallgrund       |
| ---- | ---------------------- | ------------------------- | ----------------- | ---------------- | ----------------------- | ------------------ |
| 2003 | Veloqx Prodrive Racing | Ferrari 550 GTS Maranello | Anthony Davidson  | Kelvin Burt      | Ausfall                 | Aufhängungsschaden |
| 2004 | Prodrive Racing        | Ferrari 550 GTS Maranello | Rickard Rydell    | Colin McRae      | Rang 9                  |                    |
| 2005 | Aston Martin Racing    | Aston Martin DBR9         | Stéphane Sarrazin | David Brabham    | Rang 9                  |                    |
| 2006 | Aston Martin Racing    | Aston Martin DBR9         | Tomáš Enge        | Andrea Piccini   | Rang 6                  |                    |
| 2007 | Aston Martin Racing    | Aston Martin DBR9         | Rickard Rydell    | David Brabham    | Rang 5 und Klassensieg  |                    |
| 2008 | Aston Martin Racing    | Aston Martin DBR9         | Antonio García    | David Brabham    | Rang 13 und Klassensieg |                    |
| 2009 | Aston Martin Racing    | Lola-Aston Martin LMP1    | Anthony Davidson  | Jos Verstappen   | Rang 13                 |                    |
| 2010 | Aston Martin Racing    | Lola-Aston Martin LMP1    | Juan Barazi       | Sam Hancock      | Ausfall                 | Motorschaden       |
| 2011 | Aston Martin Racing    | Aston Martin AMR-One      | Stefan Mücke      | Christian Klien  | Ausfall                 | Motorschaden       |
| 2012 | Aston Martin Racing    | Aston Martin Vantage GT2  | Stefan Mücke      | Adrián Fernández | Rang 19                 |                    |
| 2013 | Aston Martin Racing    | Aston Martin Vantage GTE  | Stefan Mücke      | Peter Dumbreck   | Rang 17                 |                    |
| 2014 | Aston Martin Racing    | Aston Martin Vantage GTE  | Stefan Mücke      | Bruno Senna      | Rang 33                 |                    |
| 2015 | Aston Martin Racing    | Aston Martin Vantage GTE  | Stefan Mücke      | Rob Bell         | Ausfall                 | Motorschaden       |
| 2016 | Aston Martin Racing    | Aston Martin Vantage GTE  | Nicki Thiim       | Marco Sørensen   | Rang 23                 |                    |
| 2017 | Aston Martin Racing    | Aston Martin Vantage GTE  | Jonny Adam        | Daniel Serra     | Rang 17 und Klassensieg |                    |
| 2018 | Aston Martin Racing    | Aston Martin Vantage AMR  | Nicki Thiim       | Marco Sørensen   | Rang 23                 |                    |
| 2019 | Aston Martin Racing    | Aston Martin Vantage AMR  | Nicki Thiim       | Marco Sørensen   | Ausfall                 | Unfall             |

### Sebring-Ergebnisse
| Jahr | Team                   | Fahrzeug                 | Teamkollege      | Teamkollege      | Teamkollege   | Platzierung            | Ausfallgrund |
| ---- | ---------------------- | ------------------------ | ---------------- | ---------------- | ------------- | ---------------------- | ------------ |
| 2003 | Veloqx Prodrive Racing | Ferrari 550 Maranello    | Anthony Davidson | Kelvin Burt      |               | Rang 13                |              |
| 2005 | Aston Martin Racing    | Aston Martin DBR9        | David Brabham    | Stéphane Ortelli |               | Rang 4 und Klassensieg |              |
| 2006 | Aston Martin Racing    | Aston Martin DBR9        | Tomáš Enge       | Nicolas Kiesa    |               | Rang 6                 |              |
| 2007 | Team Modena            | Aston Martin DBR9        | Antonio García   | Liz Halliday     |               | Rang 11                |              |
| 2012 | Aston Martin Racing    | Aston Martin Vantage V8  | Adrián Fernández | Stefan Mücke     |               | Rang 32                |              |
| 2013 | Aston Martin Racing    | Aston Martin Vantage V8  | Bruno Senna      | Stefan Mücke     |               | Rang 23                |              |
| 2015 | Aston Martin Racing    | Aston Martin Vantage V8  | Pedro Lamy       | Paul Dalla Lana  | Mathias Lauda | Rang 17                |              |
| 2020 | Heart of Racing Team   | Aston Martin Vantage GT3 | Ian James        | Roman De Angelis |               | Rang 19                |              |